# Comté de Kleberg
Le comté de Kleberg, en anglais : Kleberg County, est un comté situé dans le sud de l'État du Texas aux États-Unis. Le siège de comté est la ville de Kingsville. Selon le recensement de 2020, sa population est de 31 040 habitants. Le comté a une superficie de 2 824 km2, dont 2 256 km2 en surfaces terrestres.